# Plaza de la Encarnación
La Plaza de la Encarnación è una piazza di Siviglia in Spagna.

## Caratteristiche
La piazza de la Encarnación si trova in centro a Siviglia ed è famosa per essere il punto di arrivo dei turisti per il fatto che vi convergono tutti gli autobus provenienti dall'aeroporto. Nella piazza si erge il progetto Metropol Parasol.
Deve il suo nome allo scomparso convento "de la Encarnación", dell'ordine di Sant'Agostino, il cui edificio occupava parte dell'attuale piazza.

## Collegamenti esterni

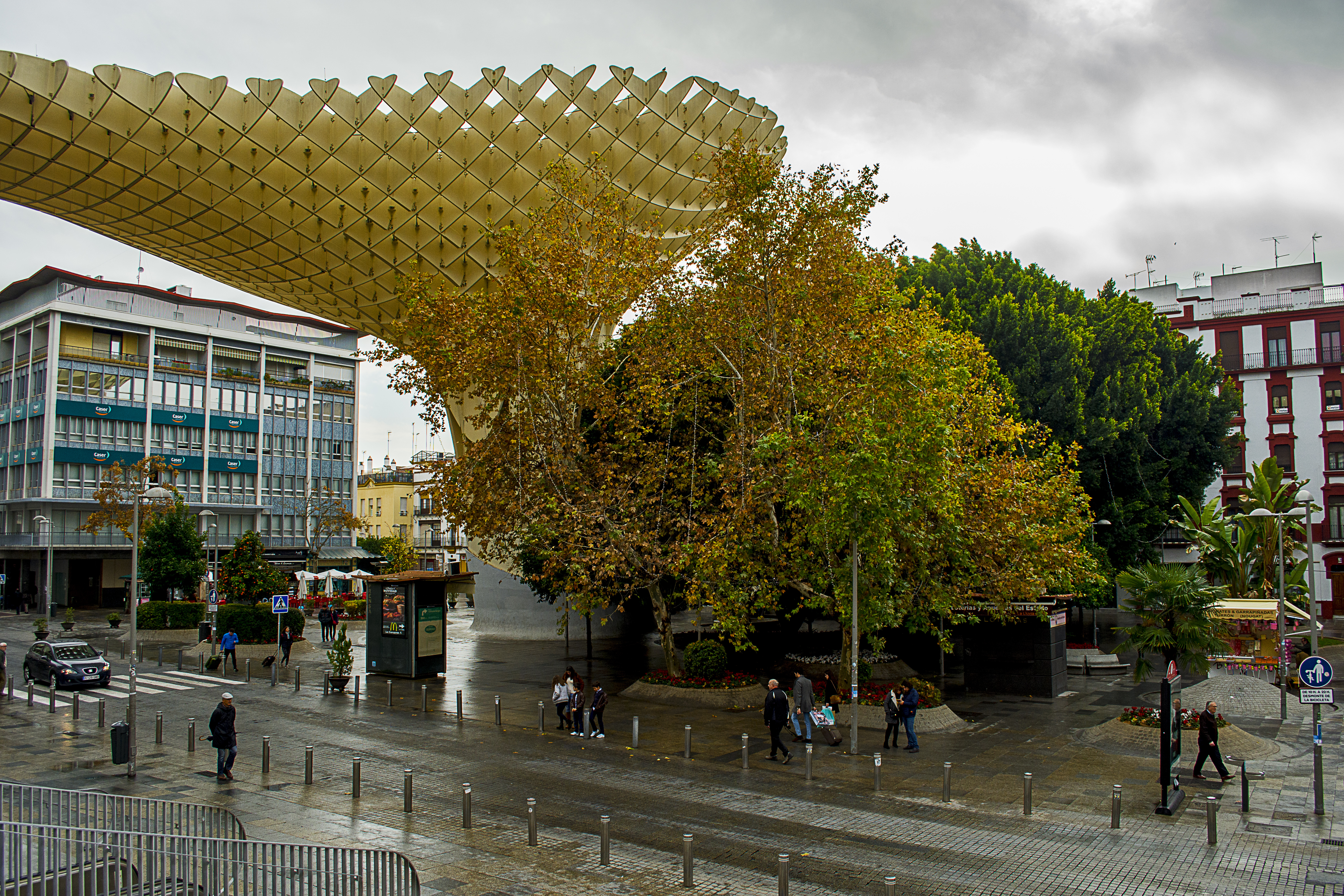
Vista del Metropol Parasol nel dicembre del 2017.